# Hebe Uhart
Hebe Uhart (Moreno,02 de dezembro 1936 — Buenos Aires, 11 de outubro de 2018) foi uma escritora argentina.
Começou a publicar seus contos na década de 1960. Com uma carreira discreta, marcada por uma opção pela narrativa curta e sempre publicando por editoras de pequeno porte, foi mesmo assim considerada por Rodolfo Fogwill como a melhor escritora da Argentina.

## Obras
- 1962 - Dios, San Pedro y las almas (contos)
- 1963 - Epi, Epi, Pamma sabhactani (contos)
- 1970 - La gente de la casa rosa (contos)
- 1974 - La elevación de Maruja (novela)
- 1976 - El budín esponjoso (contos)
- 1983 - La luz de un nuevo día (contos)
- 1987 - Camilo asciende (novela)
- 1992 - Memorias de un pigmeo (contos)
- 1995 - Mudanzas (novela)
- 1997 - Guiando la hiedra (contos)
- 1999 - Señorita (novela)
- 2003 - Del cielo a casa (contos)
- 2004 - Camilo asciende y otros relatos (contos)
- 2008 - Turistas (contos)
- 2010 - Relatos reunidos (contos e novelas)
- 2011 - Viajera crónica (crônicas de viagem)
- 2012 Visto y oído (crônicas de viagem)
- 2015 – Un día cualquiera (mapa de las lenguas) (contos)
- 2015 – De la Patagonia a México (crônicas de viagem)
- 2017 – De aquí para allá (crônicas de viagem)
- 2018 – Animales (contos)